# Сотницкое (Гребёнковский район)
Со́тницкое (укр. Сотницьке; до 2016 г. Жовтне́вое, до 1950-х гг. Вороши́ловка, до 1928 г. Рако́вщина, до 1921 г. Со́тниковка) — село, Ульяновский сельский совет, Гребёнковский район, Полтавская область, Украина.
Код КОАТУУ — 5320886603. Население по переписи 2001 года составляло 141 человек.
Село указано на трехверстовке Полтавской области. Военно-топографическая карта.1869 года .

## Географическое положение
Село Сотницкое находится на правом берегу реки Слепород,
выше по течению на расстоянии в 1 км расположено село Тарасовка,
ниже по течению на расстоянии в 2 км расположено село Почаевка,
на противоположном берегу — село Новосёловка.
Река в этом месте извилистая, образует лиманы, старицы и заболоченные озёра.